# Fusilier
Pour les articles homonymes, voir Fusilier (homonymie).
 (août 2023).
Si vous disposez d'ouvrages ou d'articles de référence ou si vous connaissez des sites web de qualité traitant du thème abordé ici, merci de compléter l'article en donnant les références utiles à sa vérifiabilité et en les liant à la section « Notes et références ».
Un fusilier est un fantassin, un autre nom donné aux membres de l'infanterie dans plusieurs pays.

## Histoire
Le nom serait apparu dans les années 1600 avec l'apparition des armes à feu mais prendra toute son ampleur avec l'invention du fusil et de la baïonnette à douille, qui leur permit de remplacer à la fois mousquetaires et piquiers.

## Canada
De nombreux régiments d'infanterie portent ce nom comme identification. Par exemple :
- Les fusiliers de Sherbrooke
- Les fusiliers Mont-Royal
- Les fusiliers du Saint-Laurent

Voir la liste des unités de la force terrestre canadienne pour une liste plus exhaustive.

## Armée française

### Armée de l'Air
Appartenant à la Brigade des forces spéciales air - ou BFSI -(anciennement à la Brigade aérienne des forces de sécurité et d'intervention, BAFSI) les Fusiliers de l'air ont pour fonction la protection des bases et sites de l'Armée de l'air en France et à l'étranger. 
Ils servent alors dans des escadrons de protection attachés aux bases aériennes concernées.
Également, ils servent à défendre les points stratégiques tels que les sites nucléaires, aéroport, etc. Ils peuvent être affectés à des missions de reconnaissance, de récupération, d'évacuation de ressortissants (exfiltration) et de maintien de l'ordre.
Ils disposent en outre d'unités de commandos parachutistes de l'air qui sont sélectionnés et formés parmi les fusiliers de l'air. 
Leur formation technique est pour partie assurée par l'Escadron de Formation des Commandos de l'Air (EFCA).
Ils sont coiffés d'un béret bleu avec pour insigne une aile, une étoile et un glaive.
Ils peuvent recourber l'extrémité de l'aile après leur premier saut en parachute, de même pour le glaive après une marche de plusieurs dizaines de kilomètres : « L'étoile te guide, l'aile te porte, le glaive te défend et la couronne t'attend ». 
L'emblème des fusiliers commandos de l'air est le "Sicut Aquila" ("tel l'aigle" fondant sur sa proie).

### Marine nationale
Dans la marine nationale, les fusiliers marins ont des missions analogues (protections d'installation ou d'un bâtiment)
Ils s'occupent en plus de l'instruction militaire des marins, de la police à bord (capitaine d'armes) et de l'encadrement de la brigade de protection d'un bâtiment. Dans la Marine une distinction est faite entre les fusiliers marins (béret bleu) et leur composante forces spéciales : les commandos marine (béret vert).
Ils se sont illustrés pendant les guerres de 1870, de 1914-1918 avec la brigade de fusiliers marins de l'amiral Ronarc'h, de 1939-1945 avec le 1er régiment de fusiliers marins (RFM), le régiment blindé de fusiliers-marins, et le 1er bataillon de fusiliers marins commandos du commandant Kieffer, en Indochine et en Afrique française du Nord avec la demi-brigade de fusiliers marins (DBFM). 
De nos jours, les 2 400 fusiliers marins et commandos de la FORFUSCO sont sous les ordres d'un contre-amiral (Alfusco). Ils sont regroupés sous le drapeau de la DBFM, et le drapeau de leur école (celui du 1er RFM) est le troisième plus décoré de France.

## Royaume-Uni

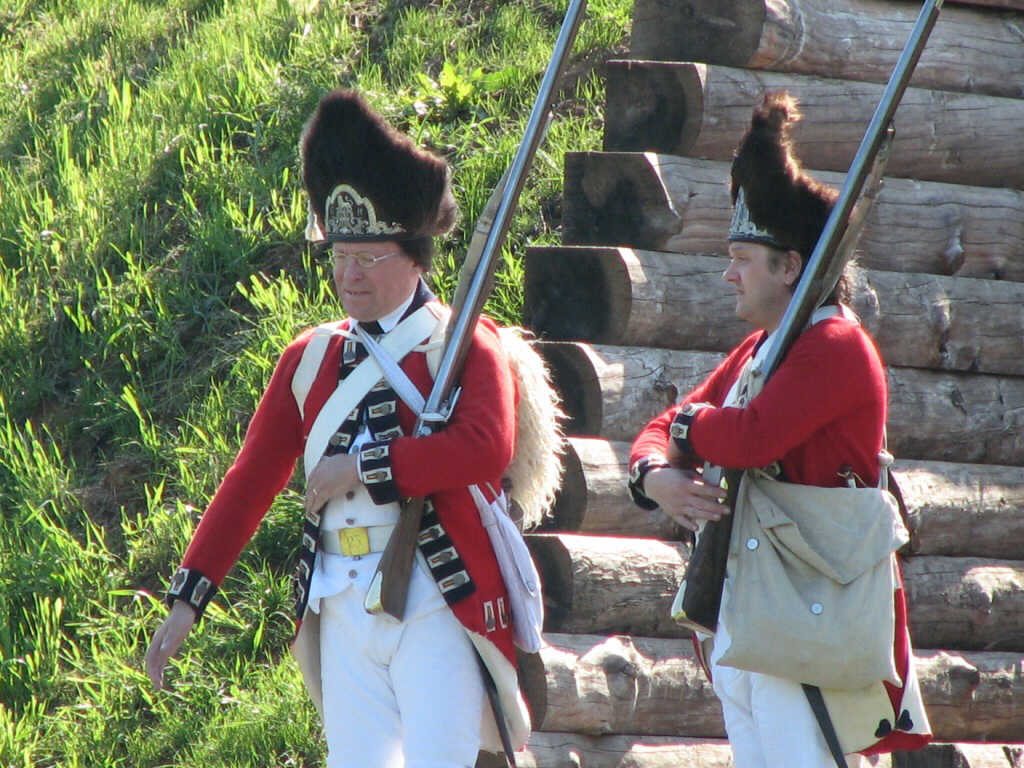
Reconstitutions d'uniformes du Royal Welch Fusiliers.
durant la guerre d'indépendance américaine.

De nombreux régiments de la British Army utilisent également ce nom comme le Régiment royal de fusiliers des Highlands ou les Royal Welch Fusiliers.

## Union soviétique/Russie
Dans l'armée impériale russe, certaines divisions d'infanterie sont dénommées divisions de fusiliers.
Dans l'Armée rouge, par ordre du 11 octobre 1918, toutes les unités d'infanterie sont renommées « fusiliers ». Selon une décision du 13 novembre 1918, une division de fusiliers doit compter 1 657 officiers, 56 668 hommes du rang, 24 338 chevaux, 382 mitrailleuses et 116 pièces d'artillerie mais cette taille impressionnante est rapidement réduite. En pratique, une division de fusiliers soviétiques pendant la guerre civile russe compte seulement 10 000 à 15 000 hommes (et parfois seulement 3 000)
Sur le front de l'Est, les divisions de fusiliers ont constitué les trois quarts des divisions de ligne.
Les dotations théoriques en hommes et en matériels d'une division de fusiliers de base suivant les restructurations successives entre 1941 et 1944 figurent comme suit :
|                                                                   | Avril 1941 | Juillet 1941 | Décembre 1941 | Juillet | Juillet 1943 | Décembre 1944 |
| Effectif                                                          | 14 483     | 10 859       | 11 626        | 10 386  | 9 380        | 11 706        |
| Chevaux                                                           | 3 000      | 2 500        | 2 400         | 1 800   | 1 700        | 1 200         |
| Camions                                                           | 558        | 203          | 248           | 149     | 124          | 342           |
| Fusils Mosin-Nagant                                               | 10 420     | 8 341        | 8 565         | 7 241   | 6 274        | 6 330         |
| Pistolet mitrailleur PPD-40, PPSh-41                              | 1 204      | 171          | 582           | 711     | 1 048        | 3 594         |
| Fusil mitrailleur Degtyarev DP 28                                 | 392        | 162          | 251           | 337     | 494          | 337           |
| Mitrailleuse ShKAS                                                | 166        | 108          | 108           | 112     | 111          | 166           |
| Mit Lourdes AA                                                    | 33         | 27           | 12            | 9       | 0            | 18            |
| Fusil antichar                                                    | 0          | 0            | 89            | 228     | 212          | 107           |
| Canon antichar de 45 mm M1937 (53-K), M-42                        | 54         | 18           | 30            | 30      | 48           | 54            |
| Canon AA/AC de 37 mm                                              | 12         | 10           | 6             | 6       | 0            | 12            |
| Canon de campagne de 76 mm dont Canon de 76 mm Modèle 1902, ZiS-3 | 34         | 28           | 28            | 32      | 32           | 44            |
| Canon de campagne de 122 mm dont le M1938                         | 32         | 8            | 8             | 12      | 12           | 20            |
| Canon de 152 mm dont le M1937                                     | 12         | 0            | 0             | 0       | 0            | 0             |
| Mortier                                                           | 150        | 78           | 162           | 188     | 160          | 127           |

Après 1957, la plupart des unités d'infanterie mécanisée soviétiques prennent le nom de fusiliers motorisés.

## Suisse
Dans l'armée suisse, on utilise indifféremment le terme fusilier ou carabinier pour désigner le même fantassin. Le terme carabinier est historiquement lié à des troupes cantonales avant l'instauration d'une armée fédérale suisse.